# Rhinecanthus assasi
Rhinecanthus assasi is een straalvinnige vissensoort uit de familie van de trekkervissen (Balistidae). De wetenschappelijke naam van de soort werd in 1775 als Balistes assasi gepubliceerd door Peter Forsskål.